# الفولة
مدينة الفولة أو رجل الفولة  هي عاصمة ولاية غرب كردفان .
في يوم الأحد 27 أكتوبر 2013 تم اداء القسم لوزراء حكومة الولاية أمام الوالي أحمد خميس عبد الرحمن وباشرت جميع الإدارات والمحليات عملها اعتبارا من الإثنين 28 أكتوبر 2013.
بعد ذلك جاء د/أبوالقاسم الأمين بركة والي ولاية غرب كردفان في العام مايو 2015م